# 3051 Nantong
3051 Nantong este un asteroid din centura principală, descoperit pe 19 decembrie 1974 de Observatorul Zijinshan.